# Ashampoo
Ashampoo GmbH & Co. KG (pronúncia-se a-shampoo) é uma empresa de programas de computador baseada em Oldenburg, Alemanha.
A Ashampoo é uma das principais empresas baseadas na internet a nível mundial, na área do desenvolvimento de programas, vendas e portais na web. Os produtos inovadores da Ashampoo definem-se desde o início, pelos seus padrões tecnológicos, conhecidos pela sua usabilidade e tecnologia avançada.

## História
A Ashampoo foi fundada em 1999 por Rolf Hilchner (antigo Diretor Executivo da empresa).
O nome da empresa vem do seu primeiro software de otimização para Windows, o Uninstaller (utilitário desinstalador de programas), quando Rolf Hilchner mencionou que "Este limpa o seu Windows, tal como um champô". O primeiro produto lançado foi o AudioCD MP3 Studio 2000.
A partir daí lançaram mais programas para escritório, segurança, produção de discos óticos, utilitários do sistema, multimédia, e CAD.
Em 2011, a empresa comunicou que tinham mais de 14 milhões de clientes.

## Ligações Externas
- «Página oficial»